# Кубок світу з біатлону

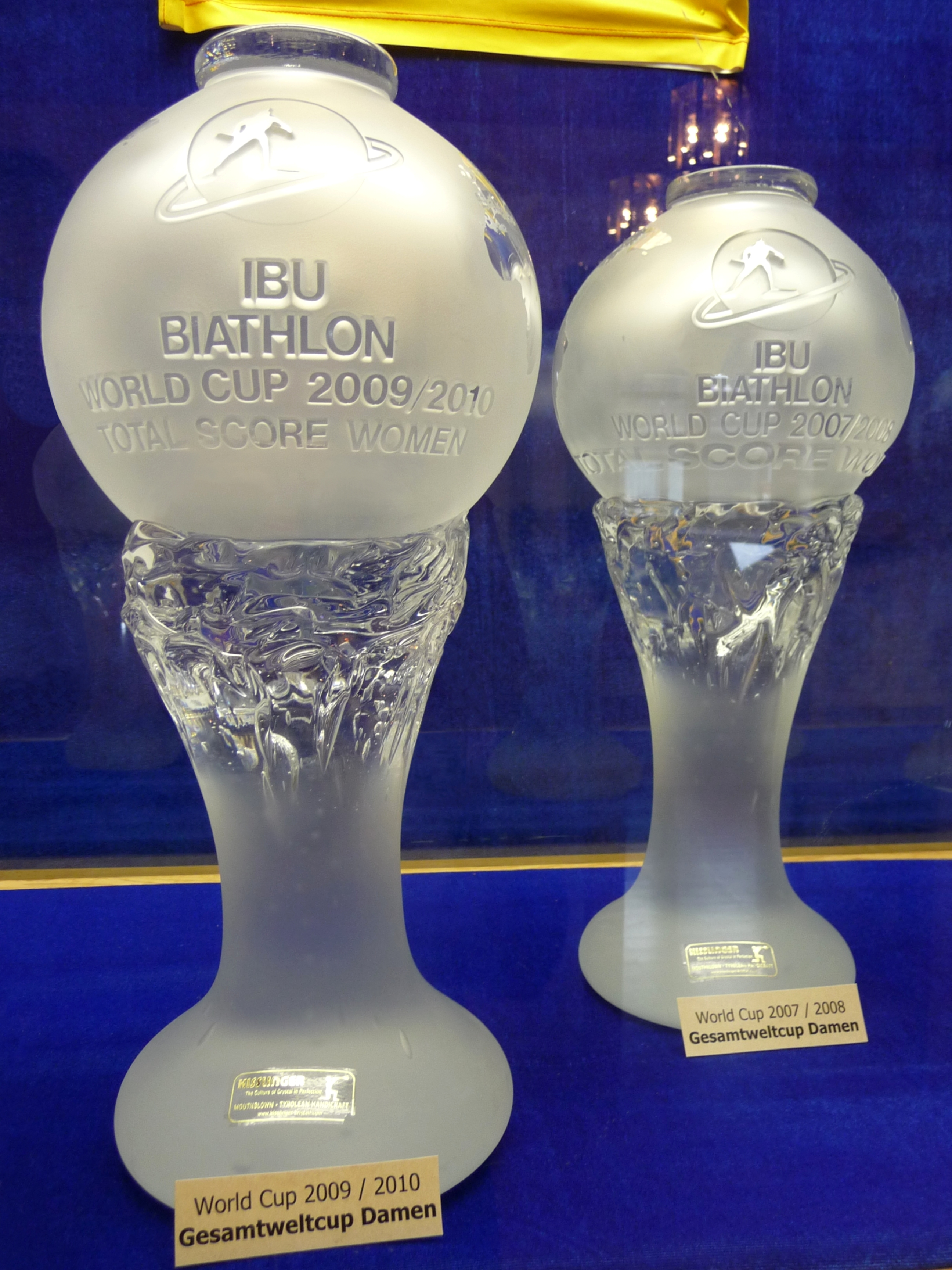
Великий та малий кришталеві глобуси з колекції Магдалени Нойнер

Поточний сезон 2024—2025
Кубок світу з біатлону — серія біатлонних змагань найвищого рівня під егідою Міжнародного союзу біатлоністів, об'єднаних у єдиний турнір у межах одного сезону, що триває зазвичай із листопада-грудня до березня. Кубок світу проводять, починаючи із сезону 1977/1978 серед чоловіків та сезону 1982/1983 серед жінок. До сезону 1986/1987 жіночі змагання називали кубком Європи, хоча до числа учасниць входили біатлоністки з інших частин світу.
Кожного сезону Кубок світу включає 9-10 змагальних тижнів, до яких також входять найзначніші турніри сезону: чемпіонат світу та олімпійський турнір. На кожному з етапів проводять кілька перегонів, зазвичай із середи по неділю. Упродовж сезону відбуваються 5-6 естафет. За результатами цих змагань біатлоністам нараховують очки, за сумою яких визначають володаря Кришталевого глобуса — переможця в загальному заліку, та володарів малих глобусів — переможці в окремих видах змагань: спринті, індивідуальній гонці, гонці переслідування та масстарті. Крім того розігрують призи в турнірі Кубка націй — змаганні збірних команд.

## Система нарахування очок
Починаючи з сезону 2024/2025 в кожній гонці очки отримують 40 спортсменів: за перемогу — 90, за 2-ге місце — 75, за 3-тє — 60, за 4-те — 55, за 5-те — 50, за 6-те — 45, за 7-ме — 41, за 8-ме — 37, за 9-те — 34, за 10-е — 31 і далі на очко менше за кожне наступне місце.
| Місце    | Кубок світу | Масстарт | Естафети | Кубок націй            |
| -------- | ----------- | -------- | -------- | ---------------------- |
| 1        | 90          | 90       | 420      | 160                    |
| 2        | 75          | 75       | 390      | 154                    |
| 3        | 60          | 60       | 360      | 148                    |
| 4        | 55          | 55       | 330      | 143                    |
| 5        | 50          | 50       | 310      | 140                    |
| 6        | 45          | 45       | 290      | 138                    |
| 7        | 41          | 41       | 270      | 136                    |
| 8        | 37          | 37       | 250      | 134                    |
| 9        | 34          | 34       | 230      | 132                    |
| 10       | 31          | 31       | 220      | 131                    |
| 11       | 30          | 30       | 210      | 130                    |
| 12       | 29          | 29       | 200      | 129                    |
| 13       | 28          | 28       | 190      | 128                    |
| 14       | 27          | 27       | 180      | 127                    |
| 15       | 26          | 26       | 170      | 126                    |
| 16       | 25          | 25       | 160      | 125                    |
| 17       | 24          | 24       | 150      | 124                    |
| 18       | 23          | 23       | 140      | 123                    |
| 19       | 22          | 22       | 130      | 122                    |
| 20       | 21          | 21       | 120      | 121                    |
| 21       | 20          | 20       | 110      | 120                    |
| 22       | 19          | 18       | 100      | 119                    |
| 23       | 18          | 16       | 90       | 118                    |
| 24       | 17          | 14       | 80       | 117                    |
| 25       | 16          | 12       | 70       | 116                    |
| 26       | 15          | 10       | 60       | 115                    |
| 27       | 14          | 8        | 50       | 114                    |
| 28       | 13          | 6        | 40       | 113                    |
| 29       | 12          | 4        | 30       | 112                    |
| 30       | 11          | 2        | 20       | 111                    |
| 31       | 10          |          |          | 110                    |
| 32       | 9           |          |          | 109                    |
| 33       | 8           |          |          | 108                    |
| 34       | 7           |          |          | 107                    |
| 35       | 6           |          |          | 106                    |
| 36       | 5           |          |          | 105                    |
| 37       | 4           |          |          | 104                    |
| 38       | 3           |          |          | 103                    |
| 39       | 2           |          |          | 102                    |
| 40       | 1           |          |          | 101                    |
| 41 — 80  |             |          |          | зменшення на одне очко |
| 81 — 110 |             |          |          | зменшення на два очка  |

Підсумки сезону для кожного біатлоніста визначаються з вирахуванням 3-х найгірших результатів. Але з сезону 2010/2011 це правило не діє.
У залік кубку націй очки нараховуються трьом найкращим біатлоністам кожної країни за схожою системою, тільки заліковими вважаються перші 140 результатів, переможець отримує 160 очок, і далі зі зменшенням: за друге міце 154 очки і т. д. Команді, що перемогла в естафеті, нараховується 450 очок, за друге місце 420 і далі до 5-го по 30 очок менше за кожне наступне місце, за 6-те місце нараховується 310 очок, далі до 10-го по 20 очок менше за кожне наступне місце, за 11 місце 220 очок і по 10 очок менше за кожне наступне до 20-го. Таким же чином нараховуються бали і в змішаній естафеті, тільки здобуті командою очки діляться навпіл і зараховуються до чоловічого та жіночого кубка націй. В кінці сезону вираховуються два найгірші результати. За результатами кубку націй попереднього сезону визначається максимальне представництво від кожної країни в наступному.

## Переможці та призери

### Загальний залік

#### Чоловіки
| Сезон   | Переможець           | Друге місце          | Третє місце              |
| ------- | -------------------- | -------------------- | ------------------------ |
| 1977/78 | Франк Улльріх        | Клаус Зіберт         | Ебергард Реш             |
| 1978/79 | Клаус Зіберт         | Франк Улльріх        | Володимир Барнашов       |
| 1979/80 | Франк Улльріх        | Клаус Зіберт         | Ебергард Реш             |
| 1980/81 | Франк Улльріх        | К'єль Собак          | Анатолій Аляб'єв         |
| 1981/82 | Франк Улльріх        | Маттіас Якоб         | К'єль Собак              |
| 1982/83 | Петер Ангерер        | Ейрік Квалфосс       | Франк Улльріх            |
| 1983/84 | Франк-Петер Реч      | Петер Ангерер        | Ейрік Квалфосс           |
| 1984/85 | Франк-Петер Реч      | Юрій Кашкаров        | Ейрік Квалфосс           |
| 1985/86 | Андре Земіш          | Петер Ангерер        | Маттіас Якоб             |
| 1986/87 | Франк-Петер Реч      | Фріц Фішер           | Ян Матоуш                |
| 1987/88 | Фріц Фішер           | Ейрік Квалфосс       | Йоганн Пасслер           |
| 1988/89 | Ейрік Квалфосс       | Олександр Попов      | Сергій Чепіков           |
| 1989/90 | Сергій Чепіков       | Ейрік Квалфосс       | Валерій Медведцев        |
| 1990/91 | Сергій Чепіков       | Марк Кірхнер         | Андреас Зінгерле         |
| 1991/92 | Йон-Оґе Тюльдум      | Мікаель Лефгрен      | Сюлфест Ґлімсдаль        |
| 1992/93 | Мікаель Лефгрен      | Марк Кірхнер         | П'єральберто Каррара     |
| 1993/94 | Патріс Байї-Сален    | Свен Фішер           | Франк Люк                |
| 1994/95 | Йон-Оґе Тюльдум      | Патрік Фавр          | Вільфрід Паллгубер       |
| 1995/96 | Володимир Драчов¹    | Віктор Майгуров      | Свен Фішер               |
| 1996/97 | Свен Фішер           | Уле-Ейнар Б'єрндален | Віктор Майгуров          |
| 1997/98 | Уле-Ейнар Б'єрндален | Рікко Гросс          | Свен Фішер               |
| 1998/99 | Свен Фішер           | Уле-Ейнар Б'єрндален | Франк Люк                |
| 1999/00 | Рафаель Пуаре        | Уле-Ейнар Б'єрндален | Свен Фішер               |
| 2000/01 | Рафаель Пуаре        | Уле-Ейнар Б'єрндален | Фруде Андресен           |
| 2001/02 | Рафаель Пуаре        | Павло Ростовцев      | Уле-Ейнар Б'єрндален     |
| 2002/03 | Уле-Ейнар Б'єрндален | Володимир Драчов¹    | Рікко Гросс              |
| 2003/04 | Рафаель Пуаре        | Уле-Ейнар Б'єрндален | Рікко Гросс              |
| 2004/05 | Уле-Ейнар Б'єрндален | Свен Фішер           | Рафаель Пуаре            |
| 2005/06 | Уле-Ейнар Б'єрндален | Рафаель Пуаре        | Свен Фішер               |
| 2006/07 | Міхаель Грайс        | Уле-Ейнар Б'єрндален | Рафаель Пуаре            |
| 2007/08 | Уле-Ейнар Б'єрндален | Дмитро Ярошенко      | Еміль-Гегле Свендсен     |
| 2008/09 | Уле-Ейнар Б'єрндален | Томаш Сікора         | Еміль-Гегле Свендсен     |
| 2009/10 | Еміль-Гегле Свендсен | Крістоф Зуманн       | Іван Черезов             |
| 2010/11 | Тар'єй Бо            | Еміль-Гегле Свендсен | Мартен Фуркад            |
| 2011/12 | Мартен Фуркад        | Еміль-Гегле Свендсен | Андреас Бірнбахер        |
| 2012/13 | Мартен Фуркад        | Еміль-Гегле Свендсен | Домінік Ландертінгер     |
| 2013/14 | Мартен Фуркад        | Еміль-Гегле Свендсен | Йоганнес Бо              |
| 2014/15 | Мартен Фуркад        | Антон Шипулін        | Яков Фак                 |
| 2015/16 | Мартен Фуркад        | Йоганнес Бо          | Антон Шипулін            |
| 2016/17 | Мартен Фуркад        | Антон Шипулін        | Йоганнес Бо              |
| 2017/18 | Мартен Фуркад        | Йоганнес Бо          | Антон Шипулін            |
| 2018/19 | Йоганнес Бо          | Олександр Логінов    | Кентен Фійон-Має         |
| 2019/20 | Йоганнес Бо          | Мартен Фуркад        | Кентен Фійон-Має         |
| 2020/21 | Йоганнес Бо          | Стурла Гольм Легрейд | Кентен Фійон-Має         |
| 2021/22 | Кентен Фійон-Має     | Стурла Гольм Легрейд | Себастьян Самуельссон    |
| 2022/23 | Йоганнес Бо          | Стурла Гольм Легрейд | Ветле Шостад Крістіансен |
| 2023/24 | Йоганнес Бо          | Тар'єй Бо            | Йоганнес Дале            |

¹ Володимир Драчов змінив російське громадянство на білоруське в 2002 році.

#### Жінки
| Сезон   | Переможець             | Друге місце            | Третє місце                |
| ------- | ---------------------- | ---------------------- | -------------------------- |
| 1982/83 | Ґрю Оствік             | Сів Бротен Лунде       | Айно Каллункі              |
| 1983/84 | Метте Местад           | Санна Ґронлід          | Ґрю Оствік                 |
| 1984/85 | Санна Ґронлід          | Ева Корпела            | Кайя Парве                 |
| 1985/86 | Ева Корпела            | Санна Ґронлід          | Ліз Мелош                  |
| 1986/87 | Ева Корпела            | Анне Ельвебакк         | Санна Ґронлід              |
| 1987/88 | Анне Ельвебакк         | Елін Крістіансен       | Надія Алексєєва            |
| 1988/89 | Олена Головіна         | Наталія Прикостшікова  | Світлана Давидова          |
| 1989/90 | Жиліна Адамічкова      | Анне Ельвебакк         | Олена Головіна             |
| 1990/91 | Світлана Давидова      | Миріам Бедар           | Анне Ельвебакк             |
| 1991/92 | Анфіса Рєзцова         | Анн Бріян              | Петра Шааф¹                |
| 1992/93 | Анфіса Рєзцова         | Миріам Бедар           | Анн Бріян                  |
| 1993/94 | Світлана Парамигіна    | Наталі Сантер          | Анн Бріян                  |
| 1994/95 | Анн Бріян              | Світлана Парамигіна    | Уші Дізль                  |
| 1995/96 | Еммануель Кларе        | Уші Дізль              | Петра Беле¹                |
| 1996/97 | Маґдалена Форсберґ     | Уші Дізль              | Сімоне Ґренер-Петтер-Мемм  |
| 1997/98 | Маґдалена Форсберґ     | Уші Дізль              | Мартіна Цельнер            |
| 1998/99 | Маґдалена Форсберґ     | Олена Зубрилова        | Уші Дізль                  |
| 1999/00 | Маґдалена Форсберґ     | Олена Зубрилова        | Корінн Ніогре              |
| 2000/01 | Маґдалена Форсберґ     | Лів Ґрете Пуаре        | Олена Зубрилова            |
| 2001/02 | Маґдалена Форсберґ     | Лів Ґрете Пуаре        | Уші Дізль                  |
| 2002/03 | Мартіна Ґлаґов         | Альбіна Ахатова        | Сільві Бекар               |
| 2003/04 | Лів Ґрете Пуаре        | Ольга Пильова          | Сандрін Байї               |
| 2004/05 | Сандрін Байї           | Каті Вільгельм         | Ольга Пильова              |
| 2005/06 | Каті Вільгельм         | Анна-Карін Олофссон    | Мартіна Ґлаґов             |
| 2006/07 | Андреа Генкель         | Каті Вільгельм         | Анна-Карін Олофссон        |
| 2007/08 | Магдалена Нойнер       | Сандрін Байї           | Андреа Генкель             |
| 2008/09 | Гелена Йонссон         | Каті Вільгельм         | Тура Бергер                |
| 2009/10 | Магдалена Нойнер       | Сімона Гаусвальд       | Гелена Йонссон             |
| 2010/11 | Кайса Мякяряйнен       | Андреа Генкель         | Гелена Екгольм             |
| 2011/12 | Магдалена Нойнер       | Дар'я Домрачева        | Тура Бергер                |
| 2012/13 | Тура Бергер            | Дар'я Домрачева        | Андреа Генкель             |
| 2013/14 | Кайса Мякяряйнен       | Тура Бергер            | Дар'я Домрачева            |
| 2014/15 | Дар'я Домрачева        | Кайса Мякяряйнен       | Валентина Семеренко        |
| 2015/16 | Ґабріела Соукалова²    | Марі Дорен-Абер        | Доротея Вірер              |
| 2016/17 | Лаура Дальмаєр         | Ґабріела Коукалова²    | Кайса Мякяряйнен           |
| 2017/18 | Кайса Мякяряйнен       | Анастасія Кузьміна     | Дар'я Домрачева            |
| 2018/19 | Доротея Вірер          | Ліза Віттоцці          | Анастасія Кузьміна         |
| 2019/20 | Доротея Вірер          | Тіріль Екгофф          | Деніз Геррманн             |
| 2020/21 | Тіріль Екгофф          | Марте Ольсбу-Рейселанн | Франциска Пройс            |
| 2021/22 | Марте Ольсбу-Рейселанн | Ельвіра Карін Еберг    | Ліза-Тереза Гаузер         |
| 2022/23 | Жулья Сімон            | Доротея Вірер          | Ліза Віттоцці              |
| 2023/24 | Ліза Віттоцці          | Лу Жанмоно             | Інгрід-Ланнмарк Тандреволл |

¹ Петра Шлааф одружилася з лижником, а потім тренером, Йохеном Беле в 1994 році.

² Габріела Соукалова одружилася з бадмінтоністом Петром Коукаловим в 2016 році.

### Індивідуальні

#### Чоловіки
| Сезон   | Переможець                        | 2-е місце                | 3-є місце             |
| ------- | --------------------------------- | ------------------------ | --------------------- |
| 2000/01 | Сергій Рожков                     | Уле-Ейнар Б'єрндален     | Рікко Ґросс           |
| 2001/02 | Франк Люк                         | Уле-Ейнар Б'єрндален     | Павло Ростовцев       |
| 2002/03 | Гальвард Ганевольд                | Веса Хієталахті          | Рікко Ґросс           |
| 2003/04 | Рафаель Пуаре                     | Рікко Ґросс              | Томаш Сікора          |
| 2004/05 | Міхаель Грайс                     | Уле-Ейнар Б'єрндален     | Свен Фішер            |
| 2005/06 | Міхаель Грайс                     | Уле-Ейнар Б'єрндален     | Гальвард Ганевольд    |
| 2006/07 | Рафаель Пуаре                     | Міхаель Грайс            | Іван Черезов          |
| 2007/08 | Венсан Дефран                     | Еміль Хегле Свендсен     | Хальвард Ханевольд    |
| 2008/09 | Міхаель Грайс                     | Іван Черезов             | Максим Чудов          |
| 2009/10 | Крістоф Зуманн                    | Даніель Мезотіч          | Еміль-Гегле Свендсен  |
| 2010/11 | Еміль-Гегле Свендсен              | Тар'єй Бо                | Мартен Фуркад         |
| 2011/12 | Сімон Фуркад                      | Яков Фак                 | Еміль-Гегле Свендсен  |
| 2012/13 | Мартен Фуркад                     | Андреас Бірнбахер        | Тім Берк              |
| 2013/14 | Еміль-Гегле Свендсен              | Сімон Едер               | Євген Устюгов         |
| 2014/15 | Сергій Семенов                    | Мартен Фуркад            | Еміль-Гегле Свендсен  |
| 2015/16 | Мартен Фуркад                     | Сімон Едер               | Домінік Ландертінгер  |
| 2016/17 | Мартен Фуркад                     | Антон Шипулін            | Ловелл Бейлі          |
| 2017/18 | Мартен Фуркад Йоганнес Тінгнес Бо | -                        | Кантен Фійон Майє     |
| 2018/19 | Йоганнес Тінгнес Бо               | Ветле Шостад Крістіансен | Ларс-Гельге Біркеланн |
| 2020/21 | Мартен Фуркад                     | Йоганнес Тінгнес Бо      | Кантен Фійон Майє     |
| 2021/22 |                                   |                          |                       |
| 2022/23 |                                   |                          |                       |
| 2023/24 |                                   |                          |                       |
| 2024/25 |                                   |                          |                       |

#### Жінки
| Сезон   | Переможець                       | 2-е місце              | 3-є місце           |
| ------- | -------------------------------- | ---------------------- | ------------------- |
| 2000/01 | Маґдалена Форсберґ               | Корінн Ніогре          | Лів Ґрете Пуаре     |
| 2001/02 | Маґдалена Форсберґ               | Лів Ґрете Пуаре        | Ольга Медведцева    |
| 2002/03 | Лінда Груббен                    | Катерина Дафовська     | Олена Зубрилова     |
| 2003/04 | Ольга Медведцева                 | Ганна Богалій-Титовець | Мартіна Глагов      |
| 2004/05 | Ольга Медведцева                 | Мартіна Глагов         | Світлана Ішмуратова |
| 2005/06 | Світлана Ішмуратова              | Альбіна Ахатова        | Анна Карін Олофссон |
| 2006/07 | Андреа Генкель                   | Анна Карін Олофссон    | Мартіна Глагов      |
| 2007/08 | Мартіна Глагов                   | Тетяна Моїсєєва        | Катерина Юр'єва     |
| 2008/09 | Маґдалена Нойнер                 | Ева Тофалві            | Тура Берґер         |
| 2009/10 | Анна Карін Олофссон              | Андреа Генкель         | Дарія Домрачова     |
| 2010/11 | Гелена Екгольм                   | Валя Семеренко         | Ольга Зайцева       |
| 2011/12 | Гелена Екгольм                   | Дарія Домрачева        | Кайса Мякяряйнен    |
| 2012/13 | Тура Бергер                      | Андреа Генкель         | Дарія Домрачева     |
| 2013/14 | Габріела Соукалова               | Дарія Домрачева        | Анастасія Кузьміна  |
| 2014/15 | Кайса Мякяряйнен                 | Дарія Домрачева        | Вероніка Віткова    |
| 2015/16 | Доротея Вірер                    | Марі Дорен-Абер        | Габріела Соукалова  |
| 2016/17 | Лаура Дальмаєр                   | Ванесса Гінц           | Алексія Рунггальдір |
| 2017/18 | Надія Скардіно                   | Юлія Джима             | Кайса Мякяряйнен    |
| 2018/19 | Ліза Вітоцці                     | Пауліна Фіалкова       | Маркета Давідова    |
| 2019/20 | Ганна Еберг                      | Доротея Вірер          | Жустін Брезаз       |
| 2020/21 | Доротея Вірер Ліза-Тереза Гаузер | --                     | Ганна Еберг         |
| 2021/22 |                                  |                        |                     |
| 2022/23 |                                  |                        |                     |
| 2023/24 |                                  |                        |                     |
| 2024/25 |                                  |                        |                     |

### Спринти

#### Чоловіки
| Сезон   | Переможець           | 2-е місце            | 3-є місце            |
| ------- | -------------------- | -------------------- | -------------------- |
| 2000/01 | Уле-Ейнар Б'єрндален | Рафаель Пуаре        | Фруде Андресен       |
| 2001/02 | Свен Фішер           | Фруде Андресен       | Рафаель Пуаре        |
| 2002/03 | Уле-Ейнар Б'єрндален | Фруде Андресен       | Володимир Драчов     |
| 2003/04 | Рафаель Пуаре        | Уле-Ейнар Б'єрндален | Ларс Бергер          |
| 2004/05 | Уле-Ейнар Б'єрндален | Свен Фішер           | Рафаель Пуаре        |
| 2005/06 | Томаш Сікора         | Уле-Ейнар Б'єрндален | Рафаель Пуаре        |
| 2006/07 | Міхаель Грайс        | Б'єрн Феррі          | Микола Круглов       |
| 2007/08 | Уле-Ейнар Б'єрндален | Дмитро Ярошенко      | Еміль-Гегле Свендсен |
| 2008/09 | Уле-Ейнар Б'єрндален | Томаш Сікора         | Еміль-Гегле Свендсен |
| 2009/10 | Еміль-Гегле Свендсен | Іван Черезов         | Крістоф Зуманн       |
| 2010/11 | Тар'єй Бо            | Еміль-Гегле Свендсен | Арнд Пайффер         |
| 2011/12 | Мартен Фуркад        | Еміль-Гегле Свендсен | Карл Юхан Бергман    |
| 2012/13 | Мартен Фуркад        | Еміль-Гегле Свендсен | Євген Устюгов        |
| 2013/14 | Мартен Фуркад        | Арнд Пайффер         | Йоганнес Бо          |
| 2014/15 | Мартен Фуркад        | Антон Шипулін        | Сімон Шемпп          |
| 2015/16 | Мартен Фуркад        | Сімон Шемпп          | Йоганнес Тінгнес Бо  |
| 2016/17 | Мартен Фуркад        | Юліан Ебергард       | Еміль Гегле Свендсен |
| 2017/18 | Мартен Фуркад        | Йоганнес Тінгнес Бо  | Арнд Пайффер         |
| 2018/19 | Йоганнес Тінгнес Бо  | Олександр Логінов    | Сімон Детьє          |
| 2019/20 | Мартен Фуркад        | Кантен Фійон Майє    | Йоганнес Тінгнес Бо  |
| 2020/21 | Йоганнес Тінгнес Бо  | Стурла Гольм Легрейд | Тар'єй Бо            |
| 2021/22 |                      |                      |                      |
| 2022/23 |                      |                      |                      |
| 2023/24 |                      |                      |                      |
| 2024/25 |                      |                      |                      |

#### Жінки
| Сезон   | Переможець          | 2-е місце              | 3-є місце              |
| ------- | ------------------- | ---------------------- | ---------------------- |
| 2000/01 | Маґдалена Форсберґ  | Лів Ґрете Пуаре        | Олена Зубрилова        |
| 2001/02 | Маґдалена Форсберґ  | Лів Ґрете Пуаре        | Уші Дізль              |
| 2002/03 | Сільві Бекар        | Мартіна Глагов         | Катерина Дафовська     |
| 2003/04 | Лів Ґрете Пуаре     | Сандрін Байї           | Ольга Медведцева       |
| 2004/05 | Каті Вільгельм      | Сандрін Байї           | Ольга Зайцева          |
| 2005/06 | Каті Вільгельм      | Анна Карін Олофссон    | Світлана Ішмуратова    |
| 2006/07 | Анна Карін Олофссон | Каті Вільгельм         | Андреа Генкель         |
| 2007/08 | Маґдалена Нойнер    | Сандрін Байї           | Каті Вільгельм         |
| 2008/09 | Гелена Йонссон      | Маґдалена Нойнер       | Тура Берґер            |
| 2009/10 | Сімона Гаусвальд    | Маґдалена Нойнер       | Гелена Йонссон         |
| 2010/11 | Маґдалена Нойнер    | Кайса Мякяряйнен       | Тура Берґер            |
| 2011/12 | Маґдалена Нойнер    | Дарія Домрачева        | Кайса Мякяряйнен       |
| 2012/13 | Тура Берґер         | Дарія Домрачева        | Міріам Гесснер         |
| 2013/14 | Кайса Мякяряйнен    | Тура Берґер            | Дарія Домрачева        |
| 2014/15 | Дарія Домрачева     | Кайса Мякяряйнен       | Вероніка Віткова       |
| 2015/16 | Габріела Соукалова  | Марі Дорен-Абер        | Доротея Вірер          |
| 2016/17 | Габріела Коукалова  | Лаура Дальмаєр         | Кайса Мякяряйнен       |
| 2017/18 | Анастасія Кузьміна  | Дарія Домрачева        | Кайса Мякяряйнен       |
| 2018/19 | Анастасія Кузьміна  | Доротея Вірер          | Марте Ольсбу-Рейселанд |
| 2019/20 | Деніз Геррманн      | Доротея Вірер          | Тіріль Екгофф          |
| 2020/21 | Тіріль Екгофф       | Марте Ольсбу-Рейселанд | Ганна Еберг            |
| 2021/22 |                     |                        |                        |
| 2022/23 |                     |                        |                        |
| 2023/24 |                     |                        |                        |
| 2024/25 |                     |                        |                        |

### Переслідування

#### Чоловіки. Залік переслідування
| Сезон   | Переможець           | 2-е місце            | 3-є місце            |
| ------- | -------------------- | -------------------- | -------------------- |
| 2000/01 | Рафаель Пуаре        | Уле-Ейнар Б'єрндален | Фруде Андресен       |
| 2001/02 | Рафаель Пуаре        | Павло Ростовцев      | Уле-Ейнар Б'єрндален |
| 2002/03 | Уле-Ейнар Б'єрндален | Рікко Ґросс          | Рафаель Пуаре        |
| 2003/04 | Рафаель Пуаре        | Уле-Ейнар Б'єрндален | Рікко Ґросс          |
| 2004/05 | Свен Фішер           | Уле-Ейнар Б'єрндален | Рафаель Пуаре        |
| 2005/06 | Уле-Ейнар Б'єрндален | Свен Фішер           | Рафаель Пуаре        |
| 2006/07 | Дмитро Ярошенко      | Уле-Ейнар Б'єрндален | Іван Черезов         |
| 2007/08 | Уле-Ейнар Б'єрндален | Дмитро Ярошенко      | Б'єрн Феррі          |
| 2008/09 | Уле-Ейнар Б'єрндален | Еміль Хегле Свендсен | Томаш Сікора         |
| 2009/10 | Мартен Фуркад        | Сімон Едер           | Іван Черезов         |
| 2010/11 | Тар'єй Бо            | Мартен Фуркад        | Еміль-Гегле Свендсен |
| 2011/12 | Мартен Фуркад        | Еміль Хегле Свендсен | Тар'єй Бо            |
| 2012/13 | Мартен Фуркад        | Еміль Хегле Свендсен | Антон Шипулін        |
| 2013/14 | Мартен Фуркад        | Сімон Едер           | Антон Шипулін        |
| 2014/15 | Мартен Фуркад        | Антон Шипулін        | Яков Фак             |
| 2015/16 | Мартен Фуркад        | Антон Шипулін        | Йоганнес Тінгнес Бо  |
| 2016/17 | Мартен Фуркад        | Антон Шипулін        | Арнд Пайффер         |
| 2017/18 | Мартен Фуркад        | Йоганнес Тінгнес Бо  | Антон Шипулін        |
| 2018/19 | Йоганнес Тінгнес Бо  | Кантен Фійон Майє    | Олександр Логінов    |
| 2019/20 | Емільєн Жаклен       | Мартен Фуркад        | Кантен Фійон Майє    |
| 2020/21 | Стурла Гольм Легрейд | Йоганнес Тінгнес Бо  | Емільєн Жаклен       |
| 2021/22 |                      |                      |                      |
| 2022/23 |                      |                      |                      |
| 2023/24 |                      |                      |                      |
| 2024/25 |                      |                      |                      |

#### Жінки. Залік переслідування
| Сезон   | Переможець         | 2-е місце              | 3-є місце                  |
| ------- | ------------------ | ---------------------- | -------------------------- |
| 2000/01 | Маґдалена Форсберґ | Лів Ґрете Пуаре        | Олена Зубрилова            |
| 2001/02 | Маґдалена Форсберґ | Лів Ґрете Пуаре        | Уші Дізль                  |
| 2002/03 | Мартіна Глагов     | Олена Зубрилова        | Сільві Бекар               |
| 2003/04 | Лів Ґрете Пуаре    | Ольга Медведцева       | Сандрін Байї               |
| 2004/05 | Сандрін Байї       | Ольга Медведцева       | Ольга Зайцева              |
| 2005/06 | Каті Вільгельм     | Анна Карін Олофссон    | Сандрін Байї               |
| 2006/07 | Каті Вільгельм     | Маґдалена Нойнер       | Андреа Генкель             |
| 2007/08 | Сандрін Байї       | Андреа Генкель         | Каті Вільгельм             |
| 2008/09 | Каті Вільгельм     | Тура Берґер            | Мартіна Бек                |
| 2009/10 | Маґдалена Нойнер   | Сімона Гаусвальд       | Ольга Зайцева              |
| 2010/11 | Кайса Мякяряйнен   | Андреа Генкель         | Гелена Екгольм             |
| 2011/12 | Дарія Домрачова    | Маґдалена Нойнер       | Тура Берґер                |
| 2012/13 | Тура Берґер        | Андреа Генкель         | Марі Дорен-Абер            |
| 2013/14 | Кайса Мякяряйнен   | Тура Берґер            | Дарія Домрачева            |
| 2014/15 | Кайса Мякяряйнен   | Дарія Домрачева        | Валя Семеренко             |
| 2015/16 | Габріела Соукалова | Доротея Вірер          | Марі Дорен-Абер            |
| 2016/17 | Лаура Дальмаєр     | Габріела Соукалова     | Кайса Мякяряйнен           |
| 2017/18 | Анастасія Кузьміна | Кайса Мякяряйнен       | Лаура Дальмаєр             |
| 2018/19 | Доротея Вірер      | Марте Ольсбу-Рейселанд | Анастасія Кузьміна         |
| 2019/20 | Тіріль Екгофф      | Доротея Вірер          | Інгрід-Ланнмарк Тандреволл |
| 2020/21 | Тіріль Екгофф      | Марте Ольсбу-Рейселанд | Франциска Пройс            |
| 2021/22 |                    |                        |                            |
| 2022/23 |                    |                        |                            |
| 2023/24 |                    |                        |                            |
| 2024/25 |                    |                        |                            |

### Масстарти

#### Чоловіки. Залік масстартів
| Сезон   | Переможець           | 2-е місце            | 3-є місце            |
| ------- | -------------------- | -------------------- | -------------------- |
| 2000/01 | Свен Фішер           | Уле-Ейнар Б'єрндален | Рафаель Пуаре        |
| 2001/02 | Віктор Майгуров      | Рафаель Пуаре        | Свен Фішер           |
| 2002/03 | Уле-Ейнар Б'єрндален | Володимир Драчов     | Рафаель Пуаре        |
| 2003/04 | Рафаель Пуаре        | Уле-Ейнар Б'єрндален | Ларс Бергер          |
| 2004/05 | Рафаель Пуаре        | Уле-Ейнар Б'єрндален | Свен Фішер           |
| 2005/06 | Уле-Ейнар Б'єрндален | Рафаель Пуаре        | Томаш Сікора         |
| 2006/07 | Уле-Ейнар Б'єрндален | Крістоф Зуманн       | Рафаель Пуаре        |
| 2007/08 | Уле-Ейнар Б'єрндален | Микола Круглов       | Дмитро Ярошенко      |
| 2008/09 | Домінік Ландертінгер | Уле-Ейнар Б'єрндален | Крістоф Зуманн       |
| 2009/10 | Євген Устюгов        | Еміль Хегле Свендсен | Арнд Пайффер         |
| 2010/11 | Еміль-Гегле Свендсен | Мартен Фуркад        | Тар'єй Бо            |
| 2011/12 | Андреас Бірнбахер    | Еміль-Гегле Свендсен | Мартен Фуркад        |
| 2012/13 | Мартен Фуркад        | Еміль-Гегле Свендсен | Тім Берк             |
| 2013/14 | Мартен Фуркад        | Домінік Ландертінгер | Еміль Хегле Свендсен |
| 2014/15 | Антон Шипулін        | Яков Фак             | Мартен Фуркад        |
| 2015/16 | Мартен Фуркад        | Кентен Фійон Майє    | Антон Шипулін        |
| 2016/17 | Мартен Фуркад        | Зімон Шемпп          | Антон Шипулін        |
| 2017/18 | Мартен Фуркад        | Йоганнес Тінгнес Бо  | Бенедикт Долль       |
| 2018/19 | Йоганнес Тінгнес Бо  | Арнд Пайффер         | Кантен Фійон Майє    |
| 2019/20 | Йоганнес Тінгнес Бо  | Мартен Фуркад        | Кантен Фійон Майє    |
| 2020/21 | Тар'єй Бо            | Йоганнес Тінгнес Бо  | Кантен Фійон Майє    |
| 2021/22 |                      |                      |                      |
| 2022/23 |                      |                      |                      |
| 2023/24 |                      |                      |                      |
| 2024/25 |                      |                      |                      |

#### Жінки. Залік масстартів
| Сезон   | Переможець                 | 2-е місце              | 3-є місце           |
| ------- | -------------------------- | ---------------------- | ------------------- |
| 2000/01 | Маґдалена Форсберґ         | Лів Ґрете Пуаре        | Мартіна Глагов      |
| 2001/02 | Маґдалена Форсберґ         | Ольга Медведцева       | Олена Зубрилова     |
| 2002/03 | Альбіна Ахатова            | Сільві Бекар           | Світлана Ішмуратова |
| 2003/04 | Лів Ґрете Пуаре            | Ганна Богалій-Титовець | Уші Дізль           |
| 2004/05 | Ольга Зайцева              | Ольга Медведцева       | Каті Вільгельм      |
| 2005/06 | Мартіна Ґлаґов             | Каті Вільгельм         | Лінда Груббен       |
| 2006/07 | Каті Вільгельм             | Оксана Хвостенко       | Катерина Юр'єва     |
| 2007/08 | Маґдалена Нойнер           | Каті Вільгельм         | Гелена Йонссон      |
| 2008/09 | Гелена Йонссон             | Каті Вільгельм         | Сімона Гаусвальд    |
| 2009/10 | Маґдалена Нойнер           | Сімона Гаусвальд       | Андреа Генкель      |
| 2010/11 | Дарія Домрачова            | Маґдалена Нойнер       | Тура Берґер         |
| 2011/12 | Дарія Домрачева            | Тура Берґер            | Марі-Лор Брюне      |
| 2012/13 | Тура Берґер                | Дарія Домрачева        | Віта Семеренко      |
| 2013/14 | Дарія Домрачова            | Анастасія Кузьміна     | Кайса Мякяряйнен    |
| 2014/15 | Франциска Пройс            | Валя Семеренко         | Дарія Домрачева     |
| 2015/16 | Габріела Соукалова         | Марі Дорен-Абер        | Франциска Пройс     |
| 2016/17 | Габріела Коукалова         | Лаура Дальмаєр         | Кайса Мякяряйнен    |
| 2017/18 | Кайса Мякяряйнен           | Лаура Дальмаєр         | Ванесса Гінц        |
| 2018/19 | Ганна Еберг                | Доротея Вірер          | Пауліна Фіалкова    |
| 2019/20 | Доротея Вірер              | Тіріль Екгофф          | Ганна Еберг         |
| 2020/21 | Інгрід-Ланнмарк Тандреволл | Франциска Пройс        | Жулья Сімон         |
| 2021/22 |                            |                        |                     |
| 2022/23 |                            |                        |                     |
| 2023/24 |                            |                        |                     |
| 2024/25 |                            |                        |                     |

### Естафети

#### Естафета. Чоловіки
| Сезон   | Переможець         | 2-е місце | 3-є місце |
| ------- | ------------------ | --------- | --------- |
| 1996/97 | Німеччина          | Норвегія  | Росія     |
| 1997/98 | Німеччина Норвегія | —         | Росія     |
| 1998/99 | Німеччина          | Росія     | Норвегія  |
| 1999/00 | Норвегія           | Росія     | Німеччина |
| 2000/01 | Норвегія           | Росія     | Чехія     |
| 2001/02 | Норвегія           | Німеччина | Білорусь  |
| 2002/03 | Білорусь           | Росія     | Норвегія  |
| 2003/04 | Норвегія           | Німеччина | Франція   |
| 2004/05 | Норвегія           | Німеччина | Росія     |
| 2005/06 | Німеччина          | Росія     | Франція   |
| 2006/07 | Росія              | Норвегія  | Німеччина |
| 2007/08 | Норвегія           | Росія     | Німеччина |
| 2008/09 | Австрія            | Норвегія  | Німеччина |
| 2009/10 | Норвегія           | Австрія   | Росія     |
| 2010/11 | Норвегія           | Німеччина | Україна   |
| 2011/12 | Франція            | Норвегія  | Росія     |
| 2012/13 | Росія              | Норвегія  | Франція   |
| 2013/14 | Німеччина          | Швеція    | Австрія   |
| 2014/15 | Росія              | Норвегія  | Німеччина |
| 2015/16 | Норвегія           | Росія     | Німеччина |
| 2016/17 | Росія              | Франція   | Німеччина |
| 2017/18 | Норвегія           | Швеція    | Франція   |
| 2018/19 | Норвегія           | Росія     | Німеччина |
| 2019/20 | Норвегія           | Франція   | Німеччина |
| 2020/21 | Норвегія           | Швеція    | Франція   |
| 2021/22 |                    |           |           |
| 2022/23 |                    |           |           |
| 2023/24 |                    |           |           |
| 2024/25 |                    |           |           |

#### Естафета. Жінки
| Сезон   | Переможець      | Друге місце    | Третє місце |
| ------- | --------------- | -------------- | ----------- |
| 1996/97 | Росія           | Норвегія       | Німеччина   |
| 1998/99 | Німеччина       | Росія          | Україна     |
| 1999/00 | Німеччина Росія | —              | Україна     |
| 2000/01 | Норвегія        | Німеччина      | Росія       |
| 2001/02 | Німеччина       | Норвегія Росія | —           |
| 2002/03 | Росія           | Німеччина      | Білорусь    |
| 2003/04 | Норвегія        | Росія          | Німеччина   |
| 2004/05 | Росія           | Німеччина      | Норвегія    |
| 2005/06 | Росія           | Німеччина      | Франція     |
| 2006/07 | Франція         | Німеччина      | Росія       |
| 2007/08 | Німеччина       | Росія          | Франція     |
| 2008/09 | Німеччина       | Франція        | Україна     |
| 2009/10 | Росія           | Німеччина      | Франція     |
| 2010/11 | Німеччина       | Швеція         | Росія       |
| 2011/12 | Франція         | Норвегія       | Росія       |
| 2012/13 | Норвегія        | Україна        | Німеччина   |
| 2013/14 | Німеччина       | Україна        | Росія       |
| 2014/15 | Чехія           | Німеччина      | Франція     |
| 2015/16 | Німеччина       | Україна        | Франція     |
| 2016/17 | Німеччина       | Франція        | Україна     |
| 2017/18 | Німеччина       | Франція        | Італія      |
| 2018/19 | Норвегія        | Німеччина      | Франція     |
| 2019/20 | Норвегія        | Швейцарія      | Німеччина   |
| 2020/21 | Швеція          | Німеччина      | Франція     |
| 2021/22 |                 |                |             |
| 2022/23 |                 |                |             |
| 2023/24 |                 |                |             |
| 2024/25 |                 |                |             |

### Змішані естафети
| Сезон   | Переможець | Друге місце | Третє місце |
| ------- | ---------- | ----------- | ----------- |
| 2014/15 | Норвегія   | Німеччина   | Франція     |
| 2015/16 | Норвегія   | Німеччина   | Франція     |
| 2016/17 | Німеччина  | Франція     | Австрія     |
| 2017/18 | Італія     | Норвегія    | Франція     |
| 2018/19 | Норвегія   | Франція     | Італія      |
| 2019/20 | Норвегія   | Франція     | Німеччина   |
| 2020/21 | Норвегія   | Франція     | Швеція      |
| 2021/22 |            |             |             |
| 2022/23 |            |             |             |
| 2023/24 |            |             |             |
| 2024/25 |            |             |             |